# Zazie Beetz
Zazie Olivia Beetz (Berlín, 1 de junio de 1991) es una actriz germano-estadounidense.
Se hizo conocida por su papel de Vanessa, en la serie televisiva Atlanta. En el cine, participó en la película de ciencia ficción Geostorm (2017) y posteriormente interpretó a la mercenaria mutante Neena Thurman/Dominó en Deadpool 2 (2018). Participó también, en 2019, en la película Joker, junto a Joaquín Phoenix, realizando el papel de Sophie. En 2023 participa en un episodio de la serie Black Mirror de Netflix.

## Vida personal
En mayo de 2022, Vanity Fair informó que Beetz se había comprometido recientemente con su compañero de escritura, el actor David Rysdahl. Se conocieron durante un taller de actuación y han estado juntos desde 2014. Comenzaron una compañía de producción llamada Sleepy Poppy. La pareja se casó en 2023. 

## Filmografía

### Cine
| Año  | Título               | Rol                                  | Notas      |
| ---- | -------------------- | ------------------------------------ | ---------- |
| 2015 | James White          | Chica #1                             |            |
| 2015 | Applesauce           | Rain                                 |            |
| 2016 | Wolves               | Victoria                             |            |
| 2017 | Sollers Point        | Courtney                             |            |
| 2017 | Geostorm             | Dana                                 |            |
| 2018 | Dead Pigs            | Angie                                |            |
| 2018 | Deadpool 2           | Neena Thurman / Dominó               |            |
| 2018 | Slice                | Astrid                               |            |
| 2019 | Wounds               | Alicia                               |            |
| 2019 | High Flying Bird     | Sam                                  |            |
| 2019 | Seberg               | Dorothy Jamal                        |            |
| 2019 | Joker                | Sophie Dumond                        |            |
| 2019 | Lucy in the Sky      | Erin Eccles                          |            |
| 2020 | Nine Days            | Emma                                 |            |
| 2020 | Still Here           | Keysha                               |            |
| 2021 | Extinct              | Dottie                               | Rol de voz |
| 2021 | The Harder They Fall | Coach de escenario Mary              |            |
| 2022 | The Bad Guys         | Diane Foxington / La Garra Escarlata | Rol de voz |
| 2022 | Bullet Train         | The Hornet                           |            |
| 2024 | Joker: Folie à Deux  | Sophie Dumond                        |            |
| 2025 | The Dutchman         | Kaya                                 |            |
| 2025 | The Bad Guys 2       | Diane Foxington / La Garra Escarlata | Rol de voz |

### Televisión
| Año           | Título                         | Rol                  | Notas                               |
| ------------- | ------------------------------ | -------------------- | ----------------------------------- |
| 2016          | Margot vs. Lily                | Allie                | Miniserie                           |
| 2016–2022     | Atlanta                        | Vanessa "Van" Kiefer | Rol principal                       |
| 2016–2019     | Easy                           | Noelle               | 4 episodios                         |
| 2019          | The Twilight Zone              | Sophie Gelson        | Episodio: "Blurryman"               |
| 2020–2022     | Robot Chicken                  | Varios               | Rol de voz; 3 episodios             |
| 2020          | Home Movie: The Princess Bride | Princesa Buttercup   | 2 episodios                         |
| 2020          | Acting for a Cause             | Natalie Keener       | Episodio: "Up in the Air"           |
| 2021–presente | Invincible                     | Amber Bennett        | Rol de voz recurrente, 12 episodios |
| 2023          | History of the World, Part II  | María Magdalena      | 3 episodios                         |
| 2023          | Black Mirror                   | Bo                   | Episode: "Mazey Day"                |
| 2023          | Full Circle                    | Mel Harmony          | Miniserie                           |
| 2023          | Big Mouth                      | Danni                | Rol de voz recurrente, 4 episodios  |